# Nonciature apostolique au Togo
La nonciature apostolique au Togo constitue la représentation officielle du Saint-Siège à Cotonou, où réside le nonce apostolique.

## Histoire
En 1948, le Saint-Siège installe à Dakar une représentation diplomatique pour représenter ses intérêts en Afrique française. La nonciature est dirigée par Marcel Lefebvre en tant que délégué apostolique. Après la décolonisation, la nonciature demeure à Dakar et représente l'Afrique de l'Ouest.  Durant les années 1970, le Saint-Siège établi des représentations apostoliques dans chaque pays d'Afrique de l'Ouest pour préciser les relations avec ces États détenant un nombre de catholique grandissant. 

## Rôle
Le nonce apostolique détient le rôle d'ambassadeur au Togo. Ses objectifs sont de représenter les intérêts du Saint-Siège au Togo et de faire la liaison entre le Vatican et l'Église catholique au Togo (en).

## Représentants apostoliques auprès du Togo

### Délégués apostoliques
- Bruno Wüstenberg (1973-1979), également archevêque titulaire de Tyr
- Giuseppe Ferraioli (en) (1979-1981), également archevêque titulaire de Volturnum (de)

### Pro-nonces apostoliques
- Ivan Dias (1982-1987), également archevêque titulaire de Rusibisir (de)
- Giuseppe Bertello (1987-1991), également archevêque titulaire d'Urbs Salvia (de)
- Abraham Kattumana (1991-1992), également archevêque titulaire de Cebarades (de)

### Nonces apostoliques
- André Dupuy (1993-2000), également archevêque titulaire de Selsea (de)
- George Kocherry (2000-2002), également archevêque titulaire d'Othona (de)
- Pierre Nguyên Van Tot (2002-2005), également archevêque titulaire de Rusticiana (de)
- Michael August Blume (2005-2013), également archevêque titulaire d'Alexanum (de)
- Brian Udaigwe (2013-2020), également archevêque titulaire de Suelli (de)
- Mark Gerard Miles (2021-2024), également archevêque titulaire de Città Ducale (de)
- Rubén Darío Ruiz Mainardi (en) (2024-en cours)[3],[4], également archevêque titulaire d'Ursona (de)